# Џоана Вудвард
Џоана Вудвард (енгл. Joanne Woodward) је америчка глумица, рођена 27. фебруара 1930. године у Томасвилу (Џорџија).
Била је у браку са глумцем Пол Њуменом. Добитница је многих значајних филмских награда, као што су: Оскар, Златни глобус, Еми, БАФТА. Прва је добитница звезде на Холивудској стази славних, додељене 9. фебруара 1960. године.